# Ali Chaouch

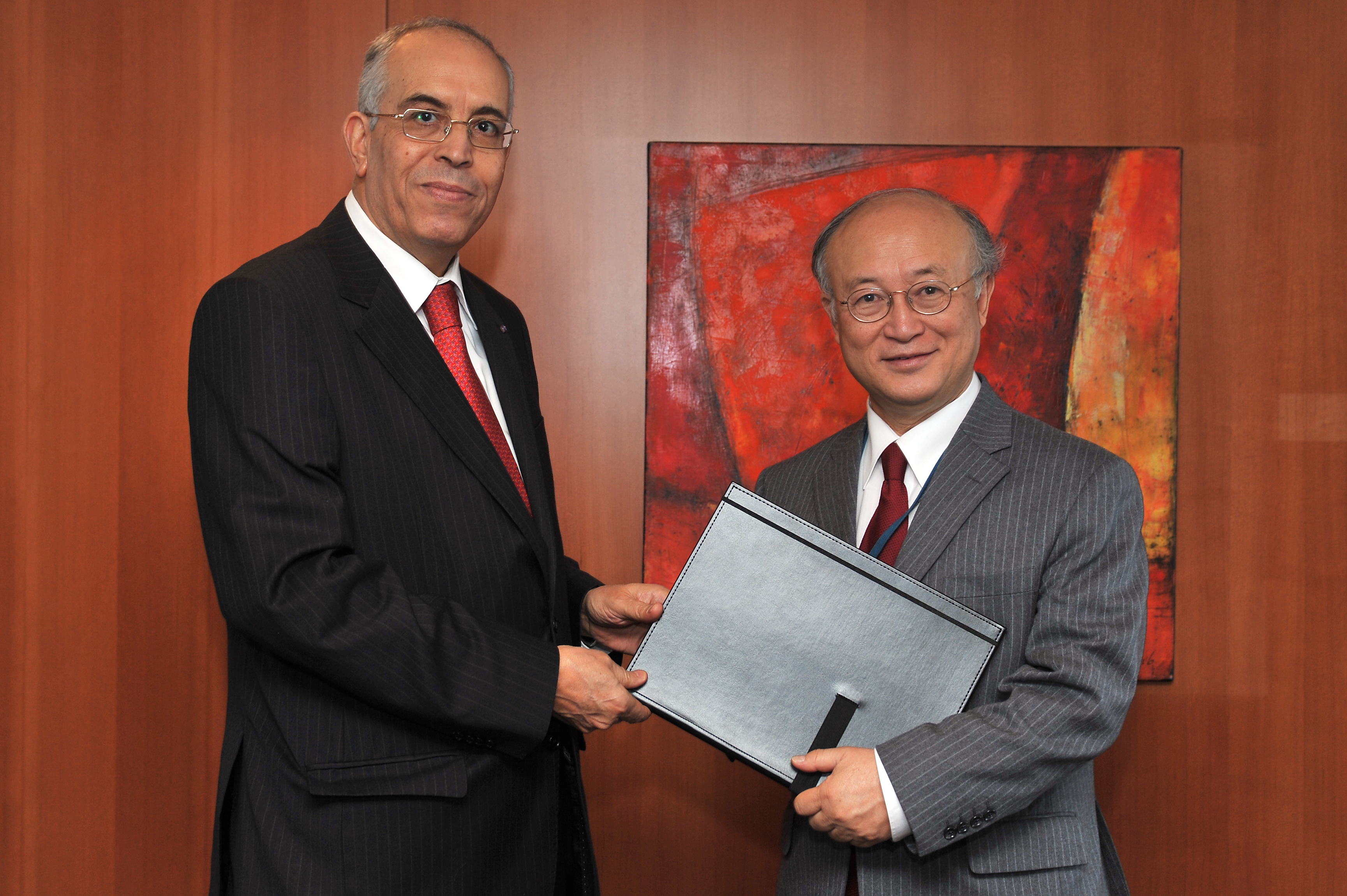
Ali Chaouch (links) und Yukiya Amano, Generaldirektor der IAEA (2010).

Ali Chaouch (arabisch علي الشاوش, DMG ʿAlī aš-Šāwiš; * 26. Juni 1948 in Bou Arada, Tunesien; † 17. August 2020) war ein tunesischer Diplomat und Politiker der Konstitutionellen Demokratischen Sammlung (RCD), der unter anderem zwischen 1997 und 1999 Innenminister war.

## Leben
Ali Chaouch begann nach dem Schulbesuch ein Studium der Wirtschaftswissenschaften an der Universität Tunis, welches er 1970 beendete. Seine berufliche Laufbahn begann er von 1970 bis 1972 als Kabinettsattaché bei der Nationalen Baugesellschaft SNIT (Société nationale immobilière de Tunisie) und war zwischen 1972 und 1981 als Abteilungsleiter der SNIT tätig. Im Anschluss fungierte er von 1981 bis 1982 war er stellvertretender Generaldirektor des halbstaatlichen Unternehmens für die Planung von Tunis. 1982 wurde er Präsident und Generaldirektor der Agentur für Stadtsanierung und -renovierung (Agence de réhabilitation et de rénovation urbaine) sowie am 21. November 1987 Gouverneur von Medenine, ehe er im April 1989 zum Präsidenten und Generaldirektor der Wohnungsbauagentur AFH (Agence foncière de l’habitat) ernannt wurde. Zugleich wurde er 1989 Mitglied des Wirtschafts- und Sozialrats CES (Conseil économique et social). Am 19. November 1991 wurde er Ständiger Sekretär der regierenden politischen Partei Konstitutionellen Demokratischen Sammlung RCD (Rassemblement constitutionnel démocratique) ernannt und war zunächst für die wirtschaftliche und soziale Entwicklung sowie seit dem 12. März 1992 für die Bereiche Strukturen und Mobilisierung zuständig.
Am 31. Juli 1992 wurde Chaouch Staatssekretär im Gesundheitsministerium und wurde am 14. Juni 1993 als Nachfolger von Mohamed Charfeddine Gallouz zum Minister für öffentliche Arbeiten und Wohnungsbau (Ministre de l’Équipement et de l’Habitat) im Kabinett von Premierminister Hamed Karoui, ernannt. Er wurde 1993 zum Mitglied des Zentralkomitees der RCD sowie 1994 zum Mitglied der tunesischen Nationalversammlung, der Abgeordnetenkammer, gewählt. Er besuchte die USA im Rahmen des International Visitor Program der US-Regierung. Am 9. Oktober 1997 kam es zu einer Umbildung des Kabinetts von Premierminister Karoui bei der Staatspräsident Zine el-Abidine Ben Ali Saïd Ben Mustapha als Nachfolger von Abderrahim Zouari zum Außenminister (Ministre des Affaires étrangères) sowie Ali Chaouch als Nachfolger von Mohamed Ben Rejeb zum Innenminister (Ministre de l’Intérieur) berief, während Slaheddine Belaïd seine Nachfolge als Minister für öffentliche Arbeiten und Wohnungsbau antrat. Das Amt des Innenministers bekleidete er bis zum 17. November 1997 als Staatspräsident Ben Ali Mohamed Ghannouchi zum Premierminister, Habib Ben Yahia zum Außenminister, Mohamed Jegham zum Verteidigungsminister sowie Abdallah Kallel zum Innenminister ernannte.
Nach seinem Ausscheiden aus der Regierung übernahm Ali Chaouch am 26. November 1999 die Funktion als Präsident des Wirtschafts- und Sozialrats CES. Außerdem war er vom 28. November 1997 bis zum 18. November 1999 und erneut zwischen dem 5. Dezember 2000 und dem 8. September 2005 Mitglied des Politbüros der RCD. Am 5. Dezember 2000 wurde er als Nachfolger von Abderrahim Zouari Generalsekretär der RCD und behielt diese Funktion bis zu seiner Ablösung durch Hédi M’henni am 17. August 2005. Im Anschluss wurde er als Nachfolger von Chédli Neffati zum Minister für soziale Angelegenheiten, Solidarität und Tunesier im Ausland in das erste Kabinett von Premierminister Mohamed Ghannouchi berufen und verblieb in diesem Ministeramt bis zu seiner Ablösung durch Naceur El Gharbi am 14. Januar 2011. Er selbst wiederum wurde daraufhin Botschafter in Österreich und war als solcher bis 2011 zugleich als Botschafter bei der Internationale Atomenergie-Organisation (IAEO) akkreditiert.
Für seine Verdienste wurde er zum Großoffizier des Ordens der Tunesischen Republik und zum Großoffizier des Ordens vom 7. November ernannt. Am 6. Mai 2011 wurde gegen Chaouch und Hédi M’henni sowie die drei ehemaligen Justizminister Béchir Tekkari, Lazhar Bououni und Sadok Chaâbane Klage wegen Machtmissbrauchs und Veruntreuung öffentlichen Eigentums in der Affäre um den Geschäftsmann Imed Trabelsi eingereicht. Er war verheiratet und Vater von drei Kindern.